# Kudachi (Rural), Raybag
Kudachi (Rural) là một làng thuộc tehsil Raybag, huyện Belgaum, bang Karnataka, Ấn Độ.